# Kanton Muzillac
Der Kanton Muzillac (bretonisch: Kanton Muzilheg) ist seit 1790 ein französischer Wahlkreis im Arrondissement Vannes, im Département Morbihan und in der Region Bretagne; sein Hauptort ist Muzillac.

## Geschichte
Der Kanton entstand am 15. Februar 1790. Von 1801 bis 2015 gehörten sieben Gemeinden zum Kanton Muzillac. Mit der Neuordnung der Kantone in Frankreich wechselten 2015 mit Ausnahme der Gemeinde Théhillac alle Gemeinden des bisherigen Kantons La Roche-Bernard und die Gemeinde Péaule aus dem Kanton Questembert zum Kanton Muzillac.

## Lage
Der Kanton liegt im Südosten des Départements Morbihan an der Grenze zum Département Loire-Atlantique.  

## Gemeinden
Der Kanton besteht aus 15 Gemeinden mit insgesamt 35.771 Einwohnern (Stand: 1. Januar 2022) auf einer Gesamtfläche von 417,83 km²:
| Gemeinde         | Bretonisch      | Einwohner (2022) | Fläche (km²) | Code postal | Code Insee |
| ---------------- | --------------- | ---------------- | ------------ | ----------- | ---------- |
| Ambon            | Ambon           | 2.091            | 38,04        | 56190       | 56002      |
| Arzal            | Arzhal          | 1.794            | 23,44        | 56190       | 56004      |
| Billiers         | Beler           | 1.056            | 5,87         | 56190       | 56018      |
| Camoël           | Kamoel          | 1.156            | 14,33        | 56130       | 56030      |
| Damgan           | Damgan          | 1.930            | 10,16        | 56750       | 56052      |
| Férel            | Ferel           | 3.445            | 28,90        | 56130       | 56058      |
| La Roche-Bernard | Ar Roc'h-Bernez | 720              | 0,43         | 56130       | 56195      |
| Le Guerno        | Ar Gwernoù      | 975              | 9,75         | 56190       | 56077      |
| Marzan           | Marzhan         | 2.611            | 33,84        | 56130       | 56126      |
| Muzillac         | Muzilheg        | 5.022            | 39,50        | 56190       | 56143      |
| Nivillac         | Nivilieg        | 4.874            | 55,48        | 56130       | 56147      |
| Noyal-Muzillac   | Noal-Muzilheg   | 2.548            | 48,89        | 56190       | 56149      |
| Péaule           | Pleaol          | 2.856            | 39,25        | 56130       | 56153      |
| Pénestin         | Pennestin       | 2.057            | 21,69        | 56760       | 56155      |
| Saint-Dolay      | Sant-Aelwez     | 2.636            | 48,26        | 56130       | 56212      |
| Kanton Muzillac  | Muzilheg        | 35.771           | 417,83       | -           | 5611       |

### Kanton Muzillac bis 2015
Der alte Kanton Muzillac umfasste bis zur landesweiten Neugliederung der Kantone 2015 sieben Gemeinden auf einer Fläche von 175,65 km². Diese waren: Ambon,  Arzal, Billiers, Damgan, Le Guerno, Muzillac (Hauptort) und Noyal-Muzillac.

## Bevölkerungsentwicklung
| 1962  | 1968  | 1975  | 1982  | 1990  | 1999   | 2006   | 2012   |
| ----- | ----- | ----- | ----- | ----- | ------ | ------ | ------ |
| 7.867 | 8.087 | 8.579 | 8.956 | 9.643 | 10.511 | 12.449 | 14.070 |